# غيوم دوشن دو بولوني
غيوم بنجامين أماند دوشن (دو بولوني) (ولد في 17 سبتمبر، 1807 في بولوني سور مير- توفي في 15 سبتمبر، 1875 في باريس) طبيب أعصاب أحيا أبحاث غلفاني وأسهم بشكل كبير في تقدم علم الفيزيولوجيا الكهربائية. تطورت حقبة طب الأعصاب الحديث من فهم دوشن للمسارات العصبية وابتكاراته التشخيصية التي تتضمن خزعة الأنسجة العميقة واختبارات التوصيل الكهربائي والتصوير الضوئي السريري. أنجز دوشن هذه النشاطات كلها (معظمها في مستشفى سالبترير) رغم حياته الشخصية المضطربة والمرافق الطبية والعلمية غير الداعمة.
لم يكن طب الأعصاب موجودًا في فرنسا قبل دوشن. وعلى الرغم من أن الكثير من المؤرخين الطبيين يعتبرون جان مارتن شاركو أبًا لهذا التخصص، فإن شاركو نفسه ينسب الفضل إلى دوشن، ويشير إلى دوشن بأنه «أستاذه في طب الأعصاب». كتب طبيب الأعصاب الأمريكي الدكتور جوزيف كولينز (1866-1950) إن دوشن وجد طب الأعصاب، مثل «رضيع زاحف لا يُعرف نسبه أنقذه ليحيا شبابًا مفعمًا بالحيوية». كانت إسهاماته في الاعتلالات العضلية أبرز إنجازاته وخلدت اسمه، ومنها الحثل العضلي الدوشيني، الضمور العضلي المترقي، شلل دوشن إيرب، داء دوشن (التابس الظهري)، شلل دوشن (الشلل البصلي المترقي). وكان دوشن أول سريري يمارس إجراء الخزعات العضلية، مستخدمًا اختراع سماه (مِبزل دوشن). في 1855 وضع دوشن بشكل رسمي المبادئ التشخيصية للفيزيولوجيا العصبية وقدّم العلاج الكهربائي في كتاب عنوانه «عن الكَهرَبة المُوضّعة وتطبيقاتها في الفيزيولوجيا وعلم الأمراض والمعالجة». كان الأطلس المصاحب لهذا الكتاب بعنوان «ألبوم الصور المَرَضية»، أول كتاب طب أعصاب يقدم صورًا توضيحية. قدم دوشن دراسة بعنوان آلية الفراسة البشرية، وكان أيضًا موضحًا بشكل بارز بالصور الفوتوغرافية التي التقطها وشكلت أول دراسة تُجرى على فيزيولوجيا المشاعر وأثرت بشكل كبير على عمل داروين المتعلق بالتطور والتعبير عن المشاعر.

## سيرته الذاتية
ينحدر غيوم بنجامين دوشن من سلالة طويلة من البحارة الذين استقروا في منطقة بولوني سور مير في فرنسا. وخلافًا لرغبة والده في أن يصبح بحارًا، ومدفوعًا بشغفه بالعلوم، التحق دوشن بجامعة دويه حيث حصل على شهادة البكالوريا في سن 19 عامًا. ثم تدرب على يد عدد من أطباء باريس البارزين ومنهم رينيه لينيك (1781- 1826) والبارون غيوم دوبويتران (1777- 1835) قبل العودة إلى بولوني واستقراره للممارسة الطبية فيها. تزوج دوشن من امرأة محلية، توفيت بعد ولادة ابنهما. عقبت ذلك فترة طويلة من الصعوبات الشخصية التي عانى منها دوشن وعائلته بالإضافة إلى فراقه الطويل عن ابنه (الذي تبع دوشن لاحقًا في الممارسة الطبية) ولم يجتمعا مجددًا إلا في نهاية حياته.
في عام 1835، بدأ دوشن تجربة العلاج بالوخز الكهربائي (وهي تقنية اخترعها آنذاك فرانسوا ماجندي وجان بابتيست سارلانديير وتُعطى من خلالها صدمة كهربائية تحت الجلد عبر أقطاب كهربائية حادة لتحفيز العضلات). بعد زواج ثانٍ قصير، عاد دوشن إلى باريس في عام 1842 من أجل مواصلة أبحاثه الطبية. وهنا، لم يحصل على منصب كبير في المستشفى، ولكنه أعال نفسه بممارسة طبية خاصة صغيرة، وفي نفس الوقت كان يزور يوميًا عددًا من المستشفيات التعليمية، منها مركز سالبيتريير للطب النفسي. طور دوشن تقنية غير جراحية لتحفيز العضلات تستخدم صدمة فاراداي على سطح الجلد، أطلق عليها تسمية «الكهربة الموضعة» ونشر هذه التجارب في عمل عنوانه «عن الكهربة الموضعة وتطبيقاتها في علم الأمراض والعلاج»، والذي نُشر أول مرة في عام 1855. نُشر ملحق تصويري للطبعة الثانية، وهو ألبوم الصور المَرَضية (ألبوم الصور الفوتوغرافية المرضية) في عام 1862. بعد أشهر قليلة، نُشرت الطبعة الأولى من عمله الذي نوقش كثيرًا، «آلية الفراسة البشرية». ولولا هذا العمل الصغير والرائع، لكان منشوره اللاحق، والذي كان نتيجة ما يقرب من 20 عامًا من الدراسة، «فيزيولوجيا الحركات»، أهم إسهام له في العلوم الطبية، قد مر دون أن يلاحظه أحد.
على الرغم من إجراءاته غير التقليدية، وعلاقاته غير المستقرة مع كبار الطاقم الطبي الذين عمل معهم، كسب دوشن مكانة عالمية بصفته طبيب أعصاب وباحث بسبب ثباته. يعتبر أحد مطوري الفيزيولوجيا الكهربية والعلاجات الكهربائية، وأظهر أيضًا أن الابتسامات الناتجة عن السعادة الحقيقية لا تستخدم عضلات الفم فحسب، بل تستخدم أيضًا عضلات العينين: تعرف هذه الابتسامات «الحقيقية» باسم ابتسامات دوشن تكريمًا له. وينسب إليه الفضل في اكتشاف الحثل العضلي الدوشيني. توفي دوشن في عام 1875، بعد سنوات من المرض. لم يُنتخب أبدًا في الأكاديمية الفرنسية للعلوم ولم يكن ينتمي إلى جامعة فرنسية.

## آلية التعبير الوجهي عند الإنسان
متأثرا بمعتقدات عصره المتعقلة بالفراسة في القرن التاسع عشر، أراد دوشن تحديد كيفية إنتاج العضلات في الوجه البشري تعبيرات الوجه التي اعتقد أنها مرتبطة مباشرة بروح الإنسان. وعُرف على وجه الخصوص بالطريقة التي أثار بها تقلصات عضلية باستخدام مجسات كهربائية، والتقاط التعبيرات المشوهة الناتجة والتي غالبًا ما تكون بشعة بالكاميرا التي كانت حينها اختراعًا حديثًا. نشر النتائج التي وصل إليها في عام 1862، مع صور غير معتادة للتعبيرات المستثارة، في كتابه (آلية تعبيرات الوجه البشري، المعروف أيضًا باسم آلية الفراسة البشرية).
يعتقد دوشن أن الوجه البشري يشبه خريطة، يمكن تدوين معالمها في تصنيفات عالمية تمثل الحالات العقلية. كان مقتنعًا بأن تعبيرات الوجه البشري بوابة لروح الإنسان. على عكس لافاتير وغيره من المشتغلين بالفراسة في ذلك العصر، شكك دوشن في قدرة الوجه على التعبير عن الشخصية الأخلاقية؛ وكان مقتنعًا بأنه من خلال قراءة التعبيرات وحدها (وهي ممارسة تُعرف باسم الفِراسة) يمكن الكشف عن «تقديم دقيق لمشاعر الروح». كان يعتقد أنه يستطيع ملاحظة والتقاط «الطبيعة المثالية» بطريقة مماثلة (بل أفضل) لتلك الموجودة في الفن اليوناني. سعى دوشن بشكل قاطع وعلمي إلى تقديم تلك المفاهيم من خلال تجاربه وتصويره الفوتوغرافي ما أوصله إلى نشر آلية الفراسة البشرية في عام 1862 (عنوانه الآخر، التحليل الكهروفيزيولوجي للتعبير عن العواطف، قابل للتطبيق في الفنون التشكيلية)، والذي يُعرف اليوم بعنوان آلية تعبير الوجه البشري. يتكون العمل من مجلد مقسوم إلى ثلاثة أجزاء:
- اعتبارات عامة.
- قسم علمي.
- قسم جمالي.

ترافقت هذه الأقسام بأطلس من اللوحات الفوتوغرافية. اعتقد دوشن أنه كان يبحث في لغة علامات الوجه التي منحها الله، كتب دوشن:
لم يكن خالقنا مهتمًا بالضرورة الميكانيكية. كان قادرًا بحكمته– يرجى العفو عن هذه الطريقة في الكلام – في السعي وراء الخيال الإلهي ... أن يجعل أي عضلات محددة تعمل، واحدة بمفردها أو عدة عضلات معًا، حين أراد أن تكتب العلامات المميزة للعواطف، حتى أسرعها مرورًا، لفترة وجيزة على وجه الإنسان. بمجرد إنشاء لغة تعبيرات الوجه هذه، يكفي أن يعطي جميع البشر القدرة الغريزية على التعبير دائمًا عن المشاعر من خلال تقليص نفس العضلات. هذا ما جعل اللغة عالمية وغير قابلة للتغيير.
يحدد دوشن الإيماءات التعبيرية الأساسية للوجه البشري ويربط كل منها بعضلة وجهية واحدة أو مجموعة عضلية محددة. يحدد ثلاث عشرة عاطفة أساسية تتحكم في التعبير عنها عضلة أو اثنتان. ويعزل التقلصات العضلية التي تنتج عن كل تعبير ويفصلها إلى فئتين: جزئية ومجتمعة. لتحفيز عضلات الوجه والتقاط هذه التعبيرات «المثالية» لمرضاه، طبق دوشن صدمة فاراداي من خلال مجسات معدنية مكهربة تُضغط على سطح العضلات المختلفة في الوجه.